# Jurignac
Jurignac ist eine Ortschaft und eine ehemalige französische Gemeinde mit 641 Einwohnern (Stand: 1. Januar 2018) im Département Charente in der Region Nouvelle-Aquitaine (vor 2016 Poitou-Charentes). Sie gehörte zum Arrondissement Angoulême und zum Kanton Charente-Sud. Die Einwohner werden Jurignacais genannt.
Mit Wirkung vom 1. Januar 2016 wurden die früheren Gemeinden Jurignac, Aubeville, Péreuil und Mainfonds zu einer Commune nouvelle mit dem Namen Val des Vignes zusammengelegt und haben in der neuen Gemeinde den Status einer Commune déléguée inne. Der Verwaltungssitz befindet sich im Ort Jurignac.

## Lage
Jurignac liegt etwa 20 Kilometer südwestlich von Angoulême in der Kulturlandschaft des Angoumois.
Durch den Ort führt die Route nationale 10.

## Bevölkerungsentwicklung
| Jahr                       | 1962 | 1968 | 1975 | 1982 | 1990 | 1999 | 2006 | 2013 | 2018 |
| Einwohner                  | 545  | 523  | 552  | 499  | 539  | 501  | 517  | 594  | 641  |
| Quellen: Cassini und INSEE |      |      |      |      |      |      |      |      |      |

## Sehenswürdigkeiten
- Kirche Saint-Pierre aus dem 15. Jahrhundert
- Haus Champourry aus dem 16. Jahrhundert

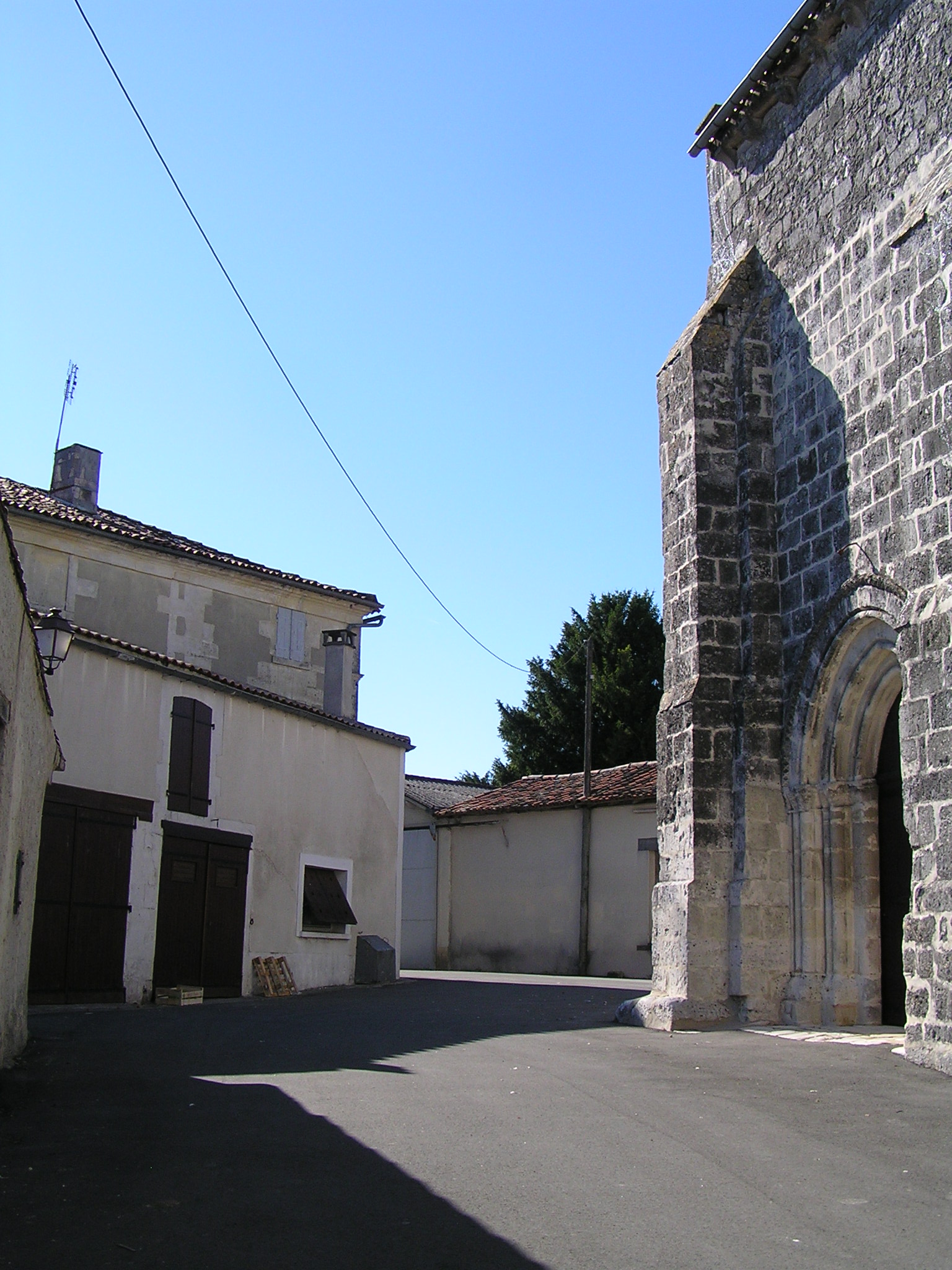
Kirche Saint-Pierre

- Cognac-Destillerie